# Реддинг (Калифорния)
Ре́ддинг (англ. Redding) — город на севере штата Калифорния, США. Административный центр округа Шаста.

## География и климат
Площадь города составляет 158,4 км², из них 154,5 км² составляет суша и 3,9 км² (2,5 %) — открытые водные пространства. Реддинг расположен на крайнем северо-западе долины Сакраменто; северные пригороды относятся уже к предгорьям Каскадных гор. Город окружён горами на севере, западе и востоке; на юге к нему примыкает плодородная равнина. Через Реддинг протекает река Сакраменто.
Климат Реддинга характеризуется как средиземноморский, с жарким засушливым летом и мягкой дождливой зимой. Годовая норма осадков — 846 мм; самый дождливый месяц — январь, а самый засушливый — июль. Рекордно высокая температура была зафиксирована в Реддинге 20 июля 1988 года и составила +48 °C; рекордно низкая температура для города составляла −14 °C.

## Население
Согласно данным переписи 2010 года, население города составляло 89 861 человек. Плотность населения, таким образом, составляла 567,2 чел/км². Расовый состав населения города был таков: 85,8 % — белые; 1,2 % — афроамериканцы; 2,3 % — коренные американцы; 3,4 % — азиаты; 0,2 % — представители населения островов Тихого океана; 2,6 % — представители иных рас и 4,6 % — представители двух и более рас. 8,7 % населения составляли латиноамериканцы всех рас.
Из 36 130 домохозяйств на дату переписи 30,5 % имели детей младше 18 лет; 44,3 % были супружескими парами; 13,3 % были женщинами, проживающими без мужей и 5,5 % были мужчинами, проживающими без жён. 28,6 % всех домохозяйств состоят из отдельных лиц. Среднее количество людей в домашнем хозяйстве составляло 2,43; средний размер семьи — 2,94.
Возрастной состав населения: 22,8 % — младше 18 лет; 10,5 % — от 18 до 24 лет; 24,2 % — от 25 до 44 лет; 26,1 % — от 45 до 64 лет и 16,4 % — 65 лет и старше. Средний возраст — 38,5 лет. На каждые 100 женщин приходится 93,8 мужчин. На каждые 100 женщин в возрасте старше 18 лет — 90,4 мужчин.
Динамика численности населения города по годам:
| 1950   | 1960   | 1970   | 1980   | 1990   | 2000   | 2010   |
| ------ | ------ | ------ | ------ | ------ | ------ | ------ |
| 10 256 | 12 773 | 16 659 | 41 995 | 66 462 | 80 865 | 89 861 |

## Известные уроженцы, жители
Дэнгл, Джеффри — американский биолог и генетик.

## Транспорт
Город обслуживается двумя аэропортами: Муниципальный аэропорт Реддинг (Redding Municipal Airport) и Аэропорт Бентон-Филд (Benton Field). Через Реддинг проходит автомобильное шоссе Interstate 5.